# Drupa

La pesca è una tipica drupa

La drupa è un tipo di frutto. È carnoso e caratterizzato da una parte interna legnosa. 
L'esocarpo (la parte esterna del frutto che qui corrisponde alla  "buccia") è sottile e membranoso, il mesocarpo carnoso (la parte mediana del frutto che qui corrisponde alla polpa, che viene chiamato mallo) e l'endocarpo (la parte interna del frutto che qui corrisponde ad una parte del nòcciolo) è legnoso.

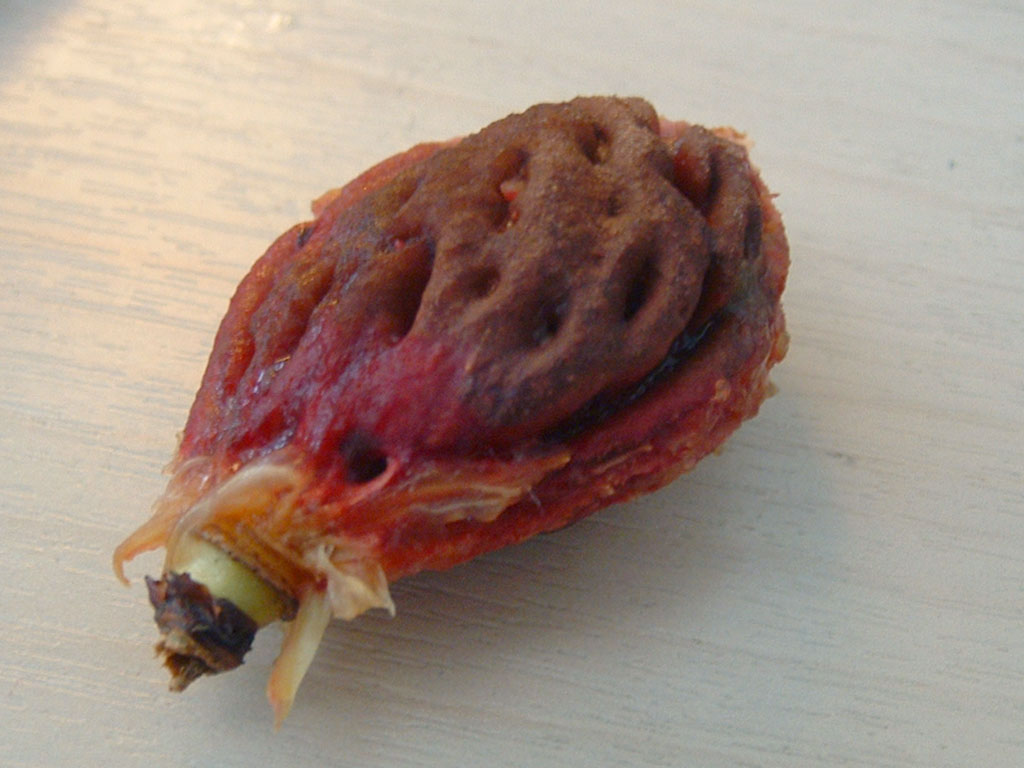
Nòcciolo di una pesca

La drupa contiene, all'interno del nòcciolo un solo seme. Il nòcciolo  è quindi la parte più interna del frutto più il seme. 
Questi frutti si sviluppano solitamente da un fiore che ha un ovario supero formato da un unico carpello.
Molte drupe, con il loro strato esterno dolce e carnoso, rappresentano una fonte di cibo per gli animali, e la popolazione vegetale beneficia della conseguente dispersione dei suoi semi. il nòcciolo a volte viene lasciato cadere dopo che la parte carnosa è stata mangiata, ma spesso viene ingerito, passando attraverso il tubo digerente, e restituito al terreno nelle feci con il seme all'interno illeso. Questo passaggio attraverso il tratto digestivo può ridurre lo spessore dell'endocarpo, quindi può aiutare i tassi di germinazione. Il processo è noto come "scarificazione".

## Esempi
Sono drupe i frutti delle specie del genere Prunus  tra cui la mandorla, l'albicocca, la ciliegia, la prugna o susina, il mirabolano, il prugnolo, la pesca e la pesca noce.
Altre piante che producono drupe sono ad esempio: l'olivo, il caffè, il mango, molte palme (come quella da dattero, il cocco, la palma da olio), il pistacchio, l'anacardio, il giuggiolo, il noce.